# Butowa Dołyna
Butowa Dołyna (ukr. Бутова Долина) – wieś na Ukrainie, w obwodzie połtawskim, w rejonie mirhorodzkim, w hromadzie Wełyka Bahaczka. W 2001 liczyła 444 mieszkańców.